# Списак позивних бројева у Словенији
Словенија је добила нови позивни број за државу након распада Социјалистичке Федеративне Републике Југославије 1991. (која је раније имала +38 као позивни број државе). Поред тога, компанија за мобилну телефонију Ипко на Косову користила је позивни број +386.

## Дужина броја
Сви телефонски бројеви су дугачки 9 цифара (магнетни префикс, 0, плус осам бројева). Прва, две или три цифре после префикса магистралног канала су позивни број подручја. Могући формати су: (0x) xxx xx xx, (0xx) xxx xxx и (0xxx) xx xxx.
Првобитно је постојао само један провајдер фиксне телефоније, а то је Телеком Словеније.
Приликом позивања унутар исте фиксне области (Телеком), позивни број се изоставља. Ако је број пренет на другог оператера (нпр. Т-2), и даље се може доћи без позивног броја; али да бисте позвали са пренетог броја, позивни број мора да се бира у свим случајевима. Примери:
- 01 xxx xx xx (Телеком) до 01 xxx xx xx (Телеком) бира xxx xx xx
- 01 xxx xx xx (Телеком) до 01 xxx xx xx (Т-2) бира xxx xx xx
- 01 xxx xx xx (Т-2) до 01 xxx xx xx (Телеком или Т-2) бира 01 xxx xx xx.

Ово не важи за бројеве мобилних телефона и VoIP бројеве, где се позивни број увек мора бирати.

## Пример за позивање
Префикс међународног позива зависи од земље из које зовете; нпр. 00 за већину европских земаља и 011 из Северне Америке. За домаће позиве (унутар земље), 0 се мора бирати испред позивног броја. Префикс за међународне позиве из Словеније је 00 (нпр. за Сједињене Државе број 00 1 ... треба бирати).
Пример позивања телефона у Љубљани је следећи:
- xxx xx xx (унутар Љубљане)
- 01 xxx xx xx (унутар Словеније)
- +386 1 xxx xx xx (ван Словеније)

## Списак позивних бројева
Списак области груписаних у историјске и географске веће регионе:
| Бр.               | Подручје1                                                                   | Код                                               |  |
| Фиксни телефони2  | Фиксни телефони2                                                            | Фиксни телефони2                                  |  |
| ----------------- | --------------------------------------------------------------------------- | ------------------------------------------------- |  |
| 1.                | Љубљана                                                                     | 01                                                |  |
| 2.                | Марибор, Мурска Собота, Равне на Корошкем                                   | 02                                                |  |
| 3.                | Цеље, Трбовље                                                               | 03                                                |  |
| 4.                | Крањ                                                                        | 04                                                |  |
| 5.                | Копер, Постојна, Нова Горица                                                | 05                                                |  |
| 6.                | Ново Место, Кршко                                                           | 07                                                |  |
|                   |                                                                             |                                                   |  |
| Мобилни телефони2 |                                                                             |                                                   |  |
| 7.                | A1 (укључује Bob, HoT – Hofer Telekom, Ventocom)                            | 030, 040, 068, 069                                |  |
| 8.                | Телеком Словеније (укључује Izimobil, Spar Mobil, Hip Mobil, SoftNET Mobil) | 031, 041, 051, 065                                |  |
| 9.                | Телемах                                                                     | 070, 071                                          |  |
| 10.               | T-2                                                                         | 064                                               |  |
| 11.               | Mega M                                                                      | 065                                               |  |
| VoIP2             |                                                                             |                                                   |  |
| 11.               | Разни провајдери                                                            | 059 (Telekom Slovenije), 081, 082, 083 (Telemach) |  |
| Позивни бројеви3  |                                                                             |                                                   |  |
| 12.               | Бесплатни бројеви                                                           | 080                                               |  |
| 13.               | Телегласање                                                                 | 089                                               |  |
| 14.               | Комерцијални бројеви                                                        | 090                                               |  |
| 15.               | Ватрогасна бригада, хитна помоћ, цивилна заштита                            | 112                                               |  |
| 16.               | Полиција                                                                    | 113                                               |  |

1 Пре 2000. позивни бројеви су били следећи: Љубљана – 061, Трбовље – 0601, Марибор – 062, Равне на Корошкем – 0602, Цеље – 063, Крањ – 064, Нова Горица – 065, Копер – 066, Постојна – 06, Ново Место – 068, Кршко – 0608, Мурска Собота – 069.
2 Позивне кодове у табели додељује одговарајући провајдер новим корисницима. Међутим, било је могуће променити оператера и задржати стари позивни број (заједно са остатком телефонског броја) од 2006. године. Позивни кодови не одражавају неопходно оператера, али није могуће пренети број мобилног оператера на земаљског оператера и обрнуто.
3 До 31. децембра 1997. бројеви за хитне случајеве били су: Полиција – 92, Ватрогасна бригада – 93, Хитна помоћ – 94, Цивилна заштита – 985.